# تشارلز فوكس (ملحن)
تشارلز فوكس (بالإنجليزية: Charles Fox)‏ هو ملحن وكاتب أغاني أمريكي، ولد في 30 أكتوبر 1940 في نيويورك في الولايات المتحدة.

## وصلات خارجية
- تشارلز فوكس على موقع IMDb (الإنجليزية)
- تشارلز فوكس على موقع ميوزك برينز (الإنجليزية)
- تشارلز فوكس على موقع قاعدة بيانات برودواي على الإنترنت (الإنجليزية)
- تشارلز فوكس على موقع أول ميوزيك (الإنجليزية)
- تشارلز فوكس على موقع أول ميوزيك (الإنجليزية)
- تشارلز فوكس على موقع ديسكوغز (الإنجليزية)
- تشارلز فوكس على موقع قاعدة بيانات الفيلم (الإنجليزية)